# Pluriblasto
O pluriblasto é uma população pluripotente de células na embriogénese de marsupiais, designada por massa celular interna em eutérios. O pluriblasto é distinto do trofoblasto e dá origem aos folhetos germinativos do embrião, bem como ao endoderma extraembrionário e ao mesoderma extraembrionário. Tanto o pluriblasto como o trofoblasto surgem das células superpotentes do conceptus inicial. Por definição, o pluriblasto não dá origem a células trofoblásticas durante o desenvolvimento normal, embora possa manter este potencial em condições experimentais.
Nos metaterianos (marsupiaiss), o pluriblasto faz parte da parede do blastocisto e não existe nenhuma estrutura que possa ser descrita como uma massa celular interna. "Massa celular interna" é, portanto, um termo morfológico peculiar aos mamíferos eutérios, enquanto "pluriblasto" é um termo funcional mais amplamente aplicável aos aspetos conservados do desenvolvimento dos mamíferos.

## Leitura complementar
- Johnson, M. H.; Selwood, L. (1996). «Nomenclature of early development in mammals». Reproduction, Fertility, and Development. 8 (4): 759–764. PMID 8870096. doi:10.1071/rd9960759